# Robert Hakim
Robert Hakim (* 19. Dezember 1907 in Alexandria; † 9. Februar 1992 in Paris) war ein ägyptisch-französischer Filmproduzent.

## Leben

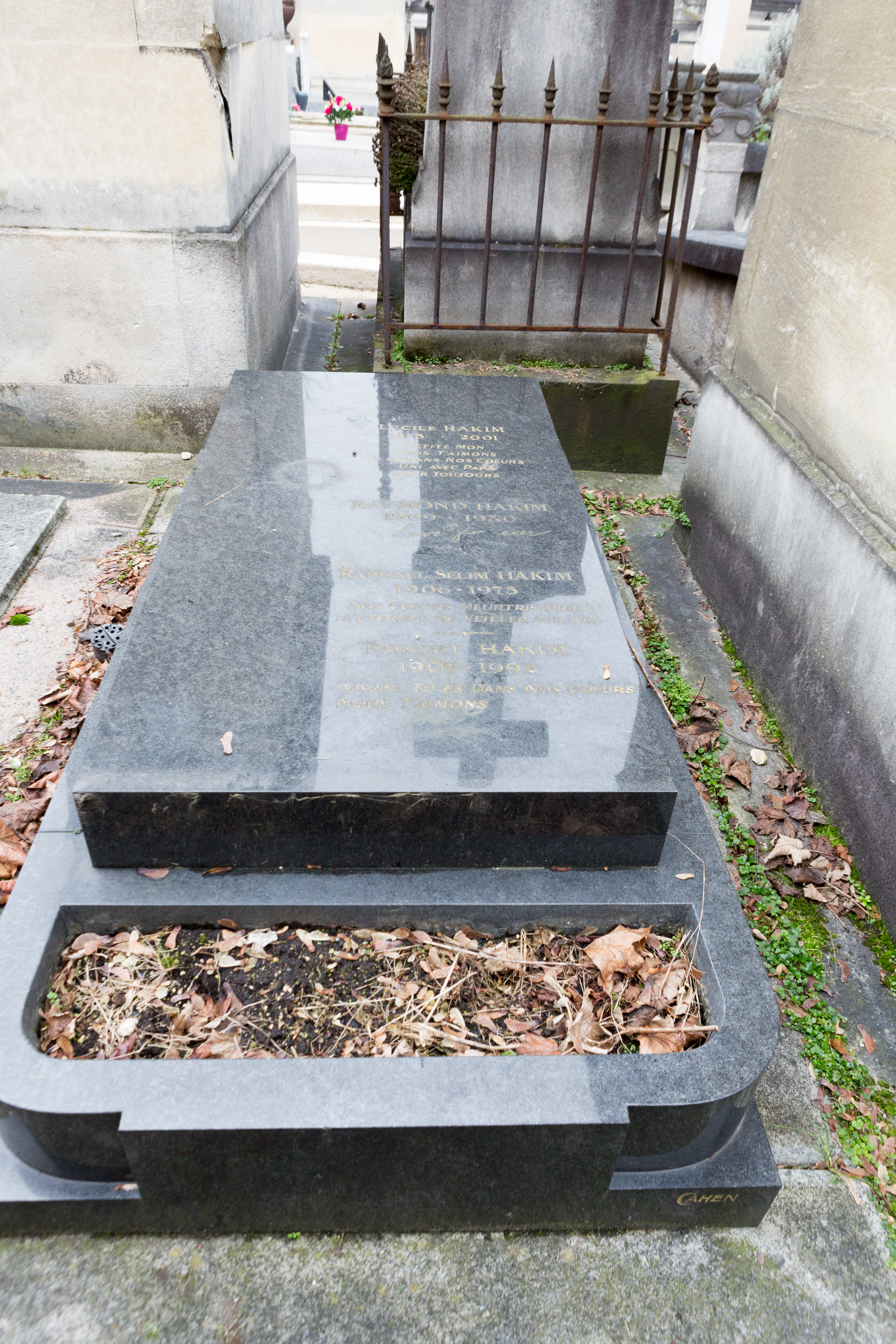
Grabstätte von Robert und Raymond Hakim auf dem Friedhof Père-Lachaise.

Robert Hakim begann seine Karriere beim Film zusammen mit seinem jüngeren Bruder Raymond Hakim als Angestellter der Kairoer Niederlassung der Paramount-Filmproduktion und arbeitete später für die Gesellschaft auch in deren Pariser Büros. 1934 machten sich die Hakim-Brüder mit der Firma Paris Films Productions selbstständig. Unter ihrer Verantwortung als Produzenten entstanden bemerkenswerte Filme mit Regisseuren wie Julien Duvivier und Jean Renoir. Nach der Besetzung Frankreichs durch die deutschen Truppen flohen die Hakims in die USA. Ihre Produzententätigkeit konnten sie nach einer mehrjährigen Pause dort fortsetzen. 1951 kehrten beide nach Frankreich zurück. Dort hatte in der Zwischenzeit auch der dritte Bruder André Hakim eine Tätigkeit als Filmproduzent aufgenommen. Mit namhaften Regisseuren wie Claude Chabrol, Michelangelo Antonioni und Luis Buñuel entstanden sowohl künstlerisch anspruchsvolle als auch kommerziell erfolgreiche Produktionen.

## Filmografie (Auswahl)
- 1937: Pépé le Moko – Im Dunkel von Algier (Pépé le Moko)
- 1938: Bestie Mensch (La Bête humaine)
- 1938: Des anderen Weib (La Femme du boulanger)
- 1945: Der Mann aus dem Süden (The Southerner)
- 1946: Heartbeat
- 1947: Die lange Nacht (The Long Night)
- 1951: Das Herz einer Mutter (The Blue Veil)
- 1952: Goldhelm (Casque d'or)
- 1953: Thérèse Raquin – Du sollst nicht ehebrechen (Thérèse Raquin)
- 1954: Mamsell Nitouche (Mam'zelle Nitouche)
- 1955: Die Maske des Tut-anch-Amon (L’or des Pharaons) – auch Drehbuch
- 1956: Der Glöckner von Notre-Dame (Notre-Dame de Paris)
- 1957: Immer wenn das Licht ausgeht (Pot-Bouille)
- 1959: Die Unbefriedigten (Les Bonnes Femmes)
- 1959: Schritte ohne Spur (À double tour)
- 1960: Die mit der Liebe spielen (L'Avventura)
- 1960: Nur die Sonne war Zeuge (Plein Soleil)
- 1961: Speisekarte der Liebe (Les Godelureaux)
- 1962: Eva
- 1962: Liebe 1962 (L'eclisse)
- 1963: Rasthaus des Teufels (Chair de Poule)
- 1964: Der Reigen (La Ronde)
- 1964: Dünkirchen, 2. Juni 1940 (Week-end à Zuydcoote)
- 1967: Belle de Jour – Schöne des Tages (Belle de Jour)
- 1968: Isadora
- 1972: Die Geliebte meines Vaters (Le Rempart des Béguines)
- 1976: Emanuela 77 – La Marge (La Marge)